# Leszek Urbanowicz
Leszek Urbanowicz est un ancien joueur polonais de volley-ball né le 6 mars 1967 à Gdańsk (voïvodie de Poméranie). Il mesure 2,05 m et jouait réceptionneur-attaquant. Il totalise 252 sélections en équipe de Pologne.

## Biographie
Il est le père de Jakub Urbanowicz, également joueur polonais de volley-ball.

## Clubs
| Club                | De        | À         |
| ------------------- | --------- | --------- |
| AZS Olsztyn         | 1985-1986 | 1990-1991 |
| Olympiakos Le Pirée | 1991-1992 | 1991-1992 |
| Legia Varsovie      | 1992-1993 |           |
| PKS Szczytno        |           |           |

## Palmarès
- Ligue des champions
  - Finaliste : 1992
- Championnat de Grèce (1)
  - Vainqueur : 1992
- Championnat de Pologne (1)
  - Vainqueur : 1991
  - Finaliste : 1989, 1996
- Coupe de Pologne (2)
  - Vainqueur : 1989, 1991, 1995